# Hexomyza simplicoides
Hexomyza simplicoides är en tvåvingeart som beskrevs av Friedrich Georg Hendel 1920. Hexomyza simplicoides ingår i släktet Hexomyza och familjen minerarflugor. Arten är reproducerande i Sverige. Inga underarter finns listade i Catalogue of Life.